# لیگ دسته اول فوتبال مراکش

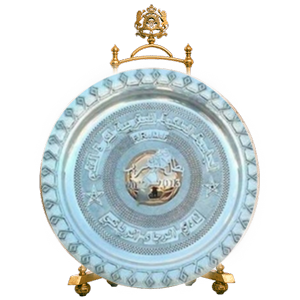
لیگ دسته اول فوتبال مراکش

لیگ دسته اول فوتبال مراکش (عربی: البطولة المغربیة) بالاترین سطح مسابقات فوتبال در کشور مراکش است.
باشگاه فوتبال الوداد کازابلانکا با ۲۲ قهرمانی پرافتخارترین تیم این مسابقات است.

## قهرمانان
| باشگاه            | قهرمانی | نایب قهرمانی | سال‌های قهرمانی |
| ----------------- | ------- | ------------ | --- |
| الوداد کازابلانکا | ۲۲      | ۱۷           | ۱۹۴۷–۴۸, ۱۹۴۸–۴۹, ۱۹۴۹–۵۰, ۱۹۵۰–۵۱, ۱۹۵۴–۵۵, ۱۹۵۶–۵۷, ۱۹۶۵–۶۶, ۱۹۶۸–۶۹, ۱۹۷۵–۷۶, ۱۹۷۶–۷۷, ۱۹۷۷–۷۸, ۱۹۸۵–۸۶, ۱۹۸۹–۹۰, ۱۹۹۰–۹۱, ۱۹۹۲–۹۳, ۲۰۰۵–۰۶, ۲۰۰۹–۱۰, ۲۰۱۴–۱۵, ۲۰۱۶–۱۷, ۲۰۱۸–۱۹, ۲۱-۲۰۲۰, ۲۰۲۱–۲۲ |
| الرجا کازابلانکا  | ۱۳      | ١۲           | ۱۹۸۷–۸۸، ۱۹۹۵–۹۶، ۱۹۹۶–۹۷، ۱۹۹۷–۹۸، ۱۹۹۸–۹۹، ۱۹۹۹–۲۰۰۰، ۲۰۰۰–۰۱، ۲۰۰۳–۰۴، ۲۰۰۸–۰۹، ۲۰۱۰–۱۱، ۲۰۱۲–۱۳، ۲۰-۲۰۱۹، ۲۴-۲۰۲۳                                                                                |
| ارتش سلطنتی مراکش | ۱۳      | ۸            | ۱۹۶۰–۶۱، ۱۹۶۱–۶۲، ۱۹۶۲–۶۳، ۱۹۶۳–۶۴، ۱۹۶۶–۶۷، ۱۹۶۷–۶۸، ۱۹۶۹–۷۰، ۱۹۸۳–۸۴، ۱۹۸۶–۸۷، ۱۹۸۸–۸۹، ۲۰۰۴–۰۵، ۲۰۰۷–۰۸، ۲۳-۲۰۲۲                                                                                  |
| مغرب فاسی         | ۴       | ۷            | ۱۹۶۴–۶۵، ۱۹۷۸–۷۹، ۱۹۸۲–۸۳، ۱۹۸۴–۸۵ |
| قنیطره            | ۴       | ۲            | ۱۹۵۹–۶۰، ۱۹۷۲–۷۳، ۱۹۸۰–۸۱، ۱۹۸۱–۸۲ |
| ستاد المغربی      | ۳       | ۴            | ۱۹۲۷–۲۸، ۱۹۳۰–۳۱، ۱۹۴۳–۴۴ |
| رسینگ کازابلانکا  | ۳       | ۶            | ۴۵-۱۹۴۴، ۵۴-۱۹۵۳، ۱۹۷۱–۷۲ |
| الکوکب مراکش      | ۲       | ۶            | ۱۹۵۷–۵۸، ۱۹۹۱–۹۲ |
| حسینیه اکادیر     | ۲       | ۱            | ۲۰۰۱–۰۲، ۲۰۰۲–۰۳ |
| مغرب تطوان        | ۲       | ۰            | ۲۰۱۱–۱۲، ۲۰۱۳–۱۴ |
| الفتح             | ۱       | ۵            | ۲۰۱۵–۱۶ |
| المپیک خریبکه     | ۱       | ۳            | ۲۰۰۶–۰۷ |
| رنسانس سطات       | ۱       | ۲            | ۱۹۷۰–۷۱ |
| برکان             | ۱       | ۱            | ۲۵-۲۰۲۴ |
| طنجه              | ۱       | ۱            | ۲۰۱۷–۱۸ |
| المپیک کازابلانکا | ۱       | ۱            | ۱۹۹۳–۹۴ |
| المولودیه وجده    | ۱       | ۱            | ۱۹۷۴–۷۵ |
| مکناس             | ۱       | ۰            | ۱۹۹۴–۹۵ |
| شباب محمدیه       | ۱       | ۰            | ۱۹۷۹–۸۰ |
| الرجا بنی‌ملال     | ۱       | ۰            | ۱۹۷۳–۷۴ |
| ستاره کازابلانکا  | ۱       | ۰            | ۱۹۵۸–۵۹ |